# IC 3786
IC 3786 ist eine Spiralgalaxie vom Hubble-Typ S im Sternbild Jagdhunde am Nordsternhimmel. Sie ist schätzungsweise 735 Millionen Lichtjahre von der Milchstraße entfernt.
Das Objekt wurde am 21. März 1903 von Max Wolf entdeckt.